# Pietro Buscaglia
Pietro Buscaglia (9. únor 1911, Turín, Italské království – 12. červenec 1997, Vigevano, Itálie) byl italský fotbalový záložník.
Za svou fotbalovou kariéru odehrál devět sezon v nejvyšší lize za tři různé kluby (Lazio, Turín a Milán). Získal jednu trofej, a to domácí pohár v sezoně 1935/36 v dresu Turína, kde byl nejlepším střelcem s 8 góly.
Za reprezentaci odehrál jedno utkání, a to 25. dubna 1937 proti Maďarsku (2:0).

## Hráčská statistika
| Sezóna                     | Klub                       | Liga                       | Liga   | Liga | Ligové poháry | Ligové poháry | Ligové poháry | Kontinentální poháry | Kontinentální poháry | Kontinentální poháry | Celkem | Celkem |
| Sezóna                     | Klub                       | Soutěž                     | Zápasy | Góly | Soutěž        | Zápasy        | Góly          | Soutěž               | Zápasy               | Góly                 | Zápasy | Góly   |
| -------------------------- | -------------------------- | -------------------------- | ------ | ---- | ------------- | ------------- | ------------- | -------------------- | -------------------- | -------------------- | ------ | ------ |
| 1932/33                    | Lazio                      | Serie A                    | 11     | 1    | -             | 0             | 0             | -                    | 0                    | 0                    | 11     | 1      |
| 1933/34                    | Lazio                      | Serie A                    | 23     | 4    | -             | 0             | 0             | -                    | 0                    | 0                    | 23     | 4      |
| 1934/35                    | Turín                      | Serie A                    | 10     | 4    | -             | 0             | 0             | -                    | 0                    | 0                    | 10     | 4      |
| 1935/36                    | Turín                      | Serie A                    | 25     | 7    | IP            | 4             | 8             | Stř.P                | 4                    | 4                    | 33     | 19     |
| 1936/37                    | Turín                      | Serie A                    | 20     | 17   | IP            | 2             | 1             | -                    | 0                    | 0                    | 22     | 18     |
| 1937/38                    | Turín                      | Serie A                    | 25     | 4    | IP            | 6             | 2             | -                    | 0                    | 0                    | 31     | 6      |
| 1938/39                    | Milán                      | Serie A                    | 21     | 5    | IP            | 4             | 1             | Stř.P                | 1                    | 0                    | 26     | 6      |
| 1939/40                    | Milán                      | Serie A                    | 9      | 3    | IP            | 3             | 1             | -                    | 0                    | 0                    | 12     | 4      |
| 1940/41                    | Milán                      | Serie A                    | 10     | 2    | -             | 0             | 0             | -                    | 0                    | 0                    | 10     | 2      |
| Celkem za prvoligové kluby | Celkem za prvoligové kluby | Celkem za prvoligové kluby | 154    | 47   | -             | 19            | 13            | -                    | 5                    | 4                    | 178    | 64     |

## Hráčské úspěchy

### Klubové
- 1x vítěz italského poháru (1935/36)

### Reprezentační
- 1x na MP (1936-1938)

### Individuální
- nejlepší střelec v italského poháru (1935/36)